# Star Wars: Republic Commando
A Star Wars: Republic Commando first-person shooter Csillagok háborúja-videójáték, melyet 2005. március 4-én adtak ki Európában. A LucasArts fejlesztette és az Activison adta ki Microsoft Windows és Xbox platformokra. A játék az Epic Games Unreal Engine motorját használja. A játék Xbox 360-nal is kompatibilis egy letölthető javítás segítségével.

## Játékmenet
A játék több másik FPS játékból is merít elemeket, többek között a Metroid Prime-ból, a Halo-ból és a Tom Clancy's Rainbow Sixből is. A Head-Up Display (HUD) a Metroid Prime sisak kijelzőjéhez hasonló. A csapat irányíthatósága a Rainbow Six játékokhoz hasonló. Az élet és pajzs visszatöltések valamint maga a játékmenet a Halo 2-höz hasonló. A játék egyik szokatlan funkciója, hogy az ellenfelek vére és bármely más folyadék ráfröccsenhet a játékos sisakjára ezzel megnehezítve a látását.
A társaknak való parancsrendszer a Rainbow Six: Rogue Spear leegyszerűsített változata. Több tereptárgyon is elkezdhet világítani a célkereszt, ami azt jelenti, hogy a játékos tehet vele valamit.
Az egyjátékos módban a játékos és társai nem halnak meg ha elfogy az életük, de mozgásképtelenné vállnak. Ha a játékos karaktere a földre kerül akkor utasíthatja a társainak, hogy próbálják meg „újraéleszteni”, de azt is, hogy folytassák a korábbi tevékenységüket. A játéknak csak akkor van vége ha a játékos és annak mindegyik társa egyszerre van a földön. A lelőtt katona újraélesztésével is juthat a játékos egy kis élethez, de ha ezt teljesen fel akarja tölteni akkor el kell mennie egy bacta töltőállomásra. A játékos az egész játék során a Delta 38 nevű katonát irányítja.

### Többjátékos mód
A játék többjátékos módjában Deathmatch, Team Deathmatch és Capture the Flag módok vannak. Xbox Live-on 16 játékos míg számítógépen 32 játékos harcolhat egyszerre az interneten keresztül.

## Cselekmény
|  | Alább a cselekmény részletei következnek! |

A játék a Klón Háborúk idejében játszódik ami a Csillagok háborúja II: A klónok támadása csúcspontján kezdődött. A játékban a játékos egy klón kommandó osztagot vezethet. Ezeket a klón kommandósokat a Kamino nevű bolygón hozták létre. Ez a kommandó osztag a Star Wars univerzum több bolygójára is ellátogat, köztük a Kashyyykra, a Geonosisra.
A játék elején a Delta osztagot a RAS Prosecutor a genosisi harcmezőre szállítja. Itt Delta RC-1138 (Boss, a játékos karaktere) találkozik Delta 1262-vel, Delta 1140-nel és Delta 1207-tel (Scorch, Fixer és Sev). Delta-38-at választotta ennek a csapatnak az élére, feladatuk, hogy levadásszák Sun Fac geonosisi vezért. Miután ezt teljesítették a Delta osztag szabotálta a Sun Fac főhadiszállása alatt található droid gyárat, ezzel megbénítottak egy légvédelmi bunkert ami a Köztársaságiak légierejét gyengítette. Ez után felosonnak egy Konföderációs hajóra ahol ellopnak egy fontos indító kódot, ezzel megakadályozva a szakadárok menekülését.
Egy évvel a háború kezdete után a Delta osztagot kiküldik, hogy vizsgáljanak ki egy Republic Assault Ship-et (RAS), a Prosecutor-t. A csapat különválik, majd elveszítik egymással a kapcsolatot. Amikor Delta-38 belép a hajóba azok a droidok támadnak rá amik miatt elvesztette a kapcsolatot a társaival. Delta-38 legyőzi a droidokat és megtalálja elesett bajtársait akiket újjáéleszt. Ez után az osztag elpusztítja azt a zavaró berendezést ami megbénította a kommunikációjukat. A Delta osztag ezután elpusztít egy trandosán hajót a hangárban. Ezek után egy Konföderációs csatahajó érkezik, ami a Delta osztag ellen megvédi hajójukat.
A háború előrehaladtával a Delta osztag egyre veszélyesebb küldetéseket kap. A Köztársaság segítséget kér a Kashyyykról. A Delta osztagot küldik ki, hogy szabadítsák ki Tarfful generálist. Miután észreveszik Grievous tábornokot és elit testőreit, rájönnek a Konföderáció és a trandosánok szövetségre. A Delta osztag szabotál egy trandosán raktárat. Elpusztítanak Kachirhon egy hidat, ezzel elvágva a droid sereget az erősítéstől. A Delta osztag újra különválik, hogy négy hatalmas légvédelmi üteg segítségével elpusztítsák a szakadárok csatahajóját. Miután a csatahajó megsemmisül a Delta osztagot a 38-as pozícióba rendelik. Azonban Sev nem jutott el ide. Az utolsó amit tőle hallottak, hogy erős támadás alatt áll és lehetséges, hogy súlyosan megsebesült vagy meghalt. A Delta osztag elindul megmenteni Sevet, de a parancsnokuk visszarendeli őket.
|  | Itt a vége a cselekmény részletezésének! |

## Zene
A Republic Commando az első olyan Star Wars videójáték aminek licencelt zenéje van. A Clones című számot ami a stáblista alatt szól az Ash nevű együttes adja elő.
A zeneszámok legtöbbje szakított a korábbi Star Wars játékokba alkalmazott John Williams filmzenéjének rövidített változataival, ezek helyett Williams és Jesse Harlin zenéit mixelték össze.

## Regények
A játék után egy regénysorozatot, a Star Wars Republic Commando-t is kiadtak ami a Delta osztag játék utáni történeteit írja le. Ennek első kötete, a Star Wars Republic Commando: Hard Contact 2004. október 26-án jelent meg, legújabb kötete, a Star Wars Imperial Commando 2 2010 júliusában megjelent.

## Fogadtatás
A Republic Commando átlagban jó kritikákat kapott. Azt mondták rá, hogy a legélvezhetőbb Star Wars játék, még a Jedik hiányának ellenére is. A legtöbben a rövid egyjátékos módot (10 óra) kritizálták.